# Gérard Joseph
Gérard Joseph (* 22. Oktober 1949) ist ein ehemaliger haitianischer Fußballtorwart.

## Karriere

### Verein
Joseph spielte in Haiti für RC Haïtien, anschließend setzte er seine Karriere in den Vereinigten Staaten fort und hütete dort für die Washington Diplomats sowie für New York Apollo das Tor.

### Nationalmannschaft
Bei Haitis WM-Teilnahme im Jahr 1974 war Joseph im Kader, kam jedoch zu keinem Einsatz. Am 15. November 1981 stand er im Zuge der Qualifikation zu der WM 1982 gegen Kuba im Tor, das Spiel verlor Haiti mit 0:2.
Am 19. November 1981 hatte er gegen El Salvador seinen letzten Einsatz, das Spiel verlor Haiti mit 0:1.
| Personendaten    | Personendaten                |
| ---------------- | ---------------------------- |
| NAME             | Joseph, Gérard               |
| KURZBESCHREIBUNG | haitianischer Fußballspieler |
| GEBURTSDATUM     | 22. Oktober 1949             |